# 白井河原村
白井河原村（しらいがわらむら）は山梨県東八代郡にあった村。現在の甲府市白井町にあたる。

## 地理
- 河川：笛吹川、濁川

## 歴史
- 1889年（明治22年）7月1日 - 町村制の施行により、近世以来の白井河原村が単独で自治体を形成。
- 1941年（昭和16年）1月1日 - 上曽根村・下曽根村と合併して柏村が発足。同日白井河原村廃止。